# لینهرست (مینیاپولیس)
لینهرست (به انگلیسی: Lynnhurst) یک منطقهٔ مسکونی در ایالات متحده آمریکا است که در مینیاپولیس واقع شده‌است. لینهرست ۵٬۸۲۶ نفر جمعیت دارد.